# José Pedro Machado

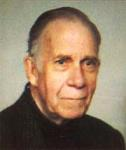
José Pedro Machado

José Pedro Machado (Faro, 8 de noviembre de 1914 — Lisboa, 26 de julio de 2005) fue un filólogo, historiador, bibliógrafo y arabista portugués. 
Estudió filoloría románica en la Universidad de Lisboa en 1929, pasando a estudiar pedagogía en la Universidad de Coímbra en 1948. 
Su primer trabajo como filólogo fue "Curiosidades Filológicas", datado en 1940, que fue continuado por la obra "O Português do Brasil" de 1942. Es considerado uno de los diccionaristas más importantes de la lengua portuguesa. José Pedro MAchado publicó dos de los diccionarios más relevantes en ese idioma, el Dicionário Etimológico da Língua Portuguesa y el Dicionário Onomástico Etimológico da Língua Portuguesa.
Durante toda su vida académica mantuvo diálogo con el filólogo brasileño Antenor Nascentes.
Desde 1991 fue miembro correspondiente de la Real Academia de la Historia de Madrid.